# Costruzione fattitiva
La costruzione fattitiva, chiamata anche causativa, è una struttura sintattica in cui è presente un complesso verbale formato da un verbo fattitivo, cioè fare o lasciare, o da un verbo percettivo, come intendere, sentire, udire e vedere, combinato con un infinito:
(1)

```
a. Marco fece venire Marta
b. Marco fece assaggiare il vino a Marta
c. Marco fece assaggiare il vino da Marta
```

## Struttura
La presenza di un complesso verbale nella costruzione fattitiva spiega il fatto che nella formazione della costruzione stessa gli argomenti interni dell'infinito diventano argomenti dell'intero complesso verbale. Il soggetto dell'infinito (che rappresenta chi compie o partecipa all'azione descritta dal verbo all'infinito), è generalmente non espresso nelle altre costruzioni con l'infinito, ma può essere espresso nella costruzione fattitiva. Tale soggetto, tuttavia, non compare mai come tale, ma viene reso come un argomento (diverso dal soggetto) del complesso verbale, dato che quest'ultimo ha già il suo soggetto che coincide con quello del verbo fattitivo/percettivo.
Nella frase "Marco fece venire Marta", ad esempio, sia il verbo fattitivo fece, sia il verbo all'infinito venire, considerati separatamente, hanno degli argomenti interni: il verbo fece ha come argomento interno il soggetto Marco, il verbo venire ha come argomento interno il soggetto Marta, poiché è Marta che compie l'azione di "venire". Con la formazione del complesso verbale fece venire, sia il soggetto del verbo fece sia il soggetto del verbo venire passano da argomenti interni dei singoli verbi ad argomenti dell'intero complesso verbale. Tuttavia, mentre il soggetto del verbo fece mantiene la sua funzione sintattica, passando da soggetto del singolo verbo a soggetto del complesso verbale (Marco compie l'azione di "fare venire"), il soggetto del verbo venire cambia la sua funzione sintattica, passando da soggetto del singolo verbo a oggetto diretto del complesso verbale.
L'argomento con il quale viene espresso il soggetto del verbo all'infinito dipende dalla transitività o non transitività del verbo all'infinito. Si possono avere due strutture fondamentali:
- Costruzione fattitiva con infinito di un verbo non transitivo:

(2) Marco fece venire Marta (= Marco fece in modo che Marta venisse)
Nel caso in cui il verbo all'infinito sia intransitivo (ad esempio, venire), il soggetto dell'infinito viene espresso sotto forma di oggetto diretto (Marta) e presenta le proprietà tipiche dell'oggetto diretto: può essere pronominalizzato con un clitico accusativo (3a) e può diventare soggetto della frase passiva (3b):
(3)

```
a. Marco 
la
 fece venire
b. 
Marta
 fu fatta venire da Marco
```

- Costruzione fattitiva con infinito di un verbo transitivo:

(4) Marco fece assaggiare il vino a Marta (= Marco fece in modo che Marta assaggiasse il vino)
Nel caso in cui il verbo all'infinito sia transitivo (ad esempio, assaggiare), il soggetto dell'infinito viene espresso sotto forma di oggetto indiretto del complesso verbale (a Marta) e può essere pronominalizzato con il clitico dativo:
(5) Marco le fece assaggiare il vino

### Costruzione fattitivo-passiva
La costruzione fattitivo-passiva è una variante della costruzione fattitiva in cui il verbo all'infinito è un verbo transitivo, ma ha valore passivo e quindi si comporta come un verbo non transitivo.:
(6) Marco fece assaggiare il vino da Marta
La frase (6) può essere, infatti, parafrasata come “Marco fece in modo che il vino fosse assaggiato da Marta”, in cui il soggetto dell'infinito (che è vino e non Marta, come si potrebbe erroneamente pensare) viene espresso sotto forma di oggetto diretto del complesso verbale, e nella frase può comparire facoltativamente il complemento di agente (da Marta).
L'eventuale presenza del complemento di agente in frasi di questo tipo rappresenta un importante fattore disambiguante, perché permette di distinguere la costruzione fattitiva da quella fattitivo-passiva. È il caso di costruzioni con verbi come aumentare, che hanno sia una variante causativa (cioè possono essere transitivi), sia una variante media (cioè possono essere anche inaccusativi): se il complemento d'agente è espresso, al verbo viene data un'interpretazione causativa e un valore passivo, per cui si ha certamente una costruzione fattitivo-passiva in cui il soggetto dell'infinito si realizza come oggetto diretto del complesso verbale (7a); se il complemento d'agente non è espresso, la frase risulta ambigua, perché al verbo di modo infinito può essere data sia un'interpretazione causativa, sia un'interpretazione come verbo medio e, in quest'ultimo caso, si tratta di una costruzione fattitiva (7b):
(7)

```
a. Fece aumentare il prezzo dal negoziante (= Fece in modo che il prezzo fosse aumentato dal negoziante; interpretazione causativa)
b. Fece aumentare il prezzo (= Fece in modo che il prezzo fosse aumentato oppure Fece in modo che il prezzo aumentasse; interpretazione come verbo medio)
```

Anche se nella struttura tipica della costruzione fattitivo-passiva l'infinito è un verbo transitivo con valore passivo, cioè si comporta come un verbo non transitivo, è possibile formare costruzioni fattitivo-passive anche con alcuni verbi intransitivi (come telefonare) e transitivi usati senza oggetto diretto (come scrivere):
(8)

```
a. Faccio telefonare da Marco (= Faccio in modo che Marco telefoni)
b. Faccio scrivere da Marco(= Faccio in modo che Marco scriva)
```

La possibilità di usare la costruzione fattitivo-passiva anche con alcuni verbi intransitivi o usati intransitivamente costituisce la differenza tra questa e la costruzione passiva, che si applica solo ai verbi transitivi (*È stato telefonato da Marco (= Marco ha telefonato)/ *È stato scritto da Marco (= Marco ha scritto)).
A parte questa importante differenza, la costruzione fattitivo-passiva ha le stesse condizioni d'uso della costruzione passiva, infatti:
- Non può essere usata con i verbi che non ammettono la costruzione passiva (9) e, in questi casi, al suo posto si usa la costruzione fattitiva con l'oggetto indiretto che rappresenta il soggetto (10b):

(9) *Queste matite sono avute da Marco
(10)

```
a. *Fece avere le matite da Marco
b. Fece avere le matite a Marco
```

- Non può essere usata con le espressioni idiomatiche a cui non si può applicare la costruzione passiva (11) e, anche in questo caso, al suo posto si usa la costruzione fattitiva con l'oggetto indiretto che rappresenta il soggetto (12b):

(11) *Il lunario sarà sbarcato da Marco
(12)

```
a. *Fece sbarcare il lunario da Marco
b. Fece sbarcare il lunario a Marco
```

La costruzione fattitivo-passiva svolge, inoltre, due importanti funzioni:
- Viene usata al posto di una costruzione fattitiva con verbo transitivo in cui il soggetto è un referente inanimato:

(13)

```
a. *Faranno tormentare Maria al dispiacere
b. Faranno tormentare Maria dal dispiacere
```

- Sostituisce preferenzialmente una costruzione fattitiva con l'infinito che è un verbo transitivo, quando l'oggetto diretto dell'infinito è rappresentato da un clitico accusativo se entrambi gli argomenti (il clitico ed il soggetto dell'infinitiva) sono animati:

(14)

```
a. ??Li fecero trovare ai carabinieri
b. Li fecero trovare dai carabinieri
```

### Relazioni tra funzioni sintattiche
Il seguente schema rappresenta le relazioni principali tra le funzioni sintattiche dei singoli verbi componenti il complesso verbale e le funzioni sintattiche dell'intero complesso verbale della costruzione fattitiva:
(15)

	a.Marco ha fatto venire Maria in piscina
|                         | Argomenti dei singoli verbi                         | Argomenti del complesso verbale                    |
| ----------------------- | --------------------------------------------------- | -------------------------------------------------- |
| Fare                    | → Soggetto (Marco)                                  | → Soggetto (Marco)                                 |
| +                       |                                                     |                                                    |
| Infinito non transitivo | → SOGGETTO (Maria) → Argomento interno (in piscina) | → OGGETTO DIRETTO (Maria) → Argomento (in piscina) |

	b.Marco ha fatto mangiare il gelato a Maria

|                     | Argomenti dei singoli verbi                        | Argomenti del complesso verbale                       |
| ------------------- | -------------------------------------------------- | ----------------------------------------------------- |
| Fare                | → Soggetto (Marco)                                 | → Soggetto (Marco)                                    |
| +                   |                                                    |                                                       |
| Infinito transitivo | → SOGGETTO (Maria) → Argomento interno (il gelato) | → OGGETTO INDIRETTO (a Maria) → Argomento (il gelato) |

	c.Marco ha fatto mangiare il gelato (da Maria)

|                    | Argomenti dei singoli verbi              | Argomenti del complesso verbale                            |
| ------------------ | ---------------------------------------- | ---------------------------------------------------------- |
| Fare               | → Soggetto (Marco)                       | → Soggetto (Marco)                                         |
| +                  |                                          |                                                            |
| Infinito "passivo" | → SOGGETTO (il gelato) → compl. d'agente | → OGGETTO DIRETTO (il gelato) → compl. d'agente (da Maria) |

Lo schema evidenzia il fatto che nella costruzione fattitiva solo il soggetto dell'infinito cambia la sua funzione sintattica, divenendo oggetto diretto (nella fattitiva con non transitivo e nella fattitivo-passiva) o oggetto indiretto (nella fattitiva con transitivo) del complesso verbale; tutti gli altri argomenti interni dell'infinito mantengono la stessa funzione come argomenti del complesso verbale: nella costruzione fattitiva con verbo transitivo (15b), ad esempio, l'oggetto diretto dell'infinito (il gelato) rimane oggetto diretto del complesso verbale.

## Costruzione causativa
Quando l'analisi di una struttura che corrisponde ad una costruzione fattitiva viene spostata sul piano semantico, cioè sul piano dell'interpretazione che viene data alla costruzione al di là della sua struttura superficiale, si parla di costruzione causativa. 
La costruzione fattitiva, quindi, viene chiamata anche causativa, poiché sul piano semantico essa esprime spesso una relazione tra due agenti in cui il primo, detto Iniziatore o Istigatore, istiga l'agire del secondo, detto Esecutore.
(16) Mario ha fatto cantare i bambini
Nella frase (16) "Mario" è l'Iniziatore, perché causa l'agire de "i bambini" che rappresentano l'Esecutore; tra Iniziatore ed Esecutore, quindi, c'è un rapporto gerarchico per il quale l'Iniziatore ha il potere di indurre l'Esecutore a compiere un'azione. Per questi motivi, si dice che l'Iniziatore esercita una forza causativa (o controllo) sull'Esecutore. Tale forza causativa può avere un grado forte o un grado debole: quando la forza causativa ha un grado forte, l'Iniziatore impone, comanda all'Esecutore di fare qualcosa e nella costruzione causativa si usa il verbo "fare" combinato con l'infinito (17); quando la forza causativa ha un grado debole, l'Iniziatore dà un permesso o un'autorizzazione all'Esecutore e, in questo caso, si possono usare il verbo "fare" o il verbo "lasciare" combinati con l'infinito (18):
(17) Mia madre mi fa lavare i piatti tutte le sere (grado forte)
(18)

```
a. I miei mi facevano uscire con il mio ragazzo nel fine settimana (grado debole)
b. I miei mi lasciavano uscire con il mio ragazzo nel fine settimana (grado debole)
```

### Tipi di costruzioni causative
In italiano la forza causativa (per cui l'Iniziatore esercita un controllo sull'Esecutore, imponendogli o permettendogli qualcosa) non si manifesta in tutte le costruzioni causative; per questo motivo, si distinguono tre tipi di causative:
- Al primo tipo appartengono le “false” causative, cioè costruzioni che, pur avendo l'aspetto esterno di causative (o fattitive), non presentano un controllo dell'Iniziatore sull'Esecutore, ma la forza causativa è nulla:

(19) La mamma fa trovare il pranzo pronto ai bambini
La frase (19) non può essere interpretata come “La mamma obbliga/permette ai bambini a/di trovare il pranzo pronto”; in questo caso infatti, la costruzione serve solo per mettere in relazione due agenti tra i quali non vi è alcuna forza causativa, ma solo un rapporto per cui il primo agente (la mamma) fa qualcosa per l'altro (i bambini).
Corrispondono a “false” costruzioni causative combinazioni come fare avere, fare credere, lasciare intendere, fare sapere, fare vedere, farsi vedere.
- Al secondo tipo di costruzioni causative appartengono le costruzioni dal significato ambiguo, cioè quelle che possono essere interpretate sia in base alla presenza di un controllo o forza causativa da parte dell'Iniziatore sull'Esecutore, sia in base ad un altro tipo di rapporto, non causativo:

(20) Fece studiare il nipote
Una frase come (20) può avere tre possibili interpretazioni: “Aiutò il nipote a studiare”, “Obbligò il nipote a studiare”, “Aiutò (finanziariamente) il nipote a studiare”; di queste tre solo la seconda è un'interpretazione causativa.
- Al terzo tipo di costruzioni appartengono le “vere” causative, cioè quelle in cui si ha un grado elevato di forza causativa tra Iniziatore ed Esecutore:

(21) Il re fece costruire una reggia grandissima
L'italiano, quindi, spesso, estende l'uso della costruzione causativa anche a situazioni in cui non vi è realmente nessuna forza causativa e, per questo, si può considerare una lingua “a forte orientamento causativo”.

### Diacronia della costruzione causativa
In latino la relazione causativa veniva rappresentata spesso con un singolo verbo dal significato intrinsecamente causativo, invece che con una combinazione di verbi, come nell'italiano contemporaneo. Per questo, un'espressione come fare uccidere, veniva codificata dal solo verbo interficĕre che, oltre al significato di "uccidere", aveva anche quello di "dare la morte a", "fare uccidere".
Il modo più frequente per rappresentare una relazione causativa, tuttavia, era quello di accostare due frasi: la prima conteneva un verbo col significato di “comandare”, come iubēre (cioè “ordinare”) o facĕre (22a), oppure un verbo col significato di “persuadere”, come suadeo, persuadeo, induco (22b); la seconda conteneva un altro verbo preceduto da un complementatore come ut (cioè “affinché”).
(22)

a.
| «non potuisti ullo modo facere ut mihi illam epistulam non mitteres» (Cicerone, Ep. ad Att. XI, 21, 1) |
| «Non hai potuto in nessun modo non farmi mandare questa lettera»                                       |

b.
| «inducere aliquem ut mentiatur» |
| «Indurre uno a mentire»         |

Nella fase aurea della lingua latina, soprattutto nelle ricette di cucina, si trova, anche se poco frequentemente, la costruzione con facĕre + infinito, che è l'antenata della costruzione italiana:

(23) 
| «mel infervere facito» (Columella, De re rustica XII, 38, 5) |
| «fa’ bollire il miele»                                       |

Solo a partire dal Medioevo, in latino si inizia a usare più frequentemente la costruzione facĕre + infinito, costruzione che finisce per consolidarsi nell'italiano fin dalla sua nascita come lingua autonoma: l'uso della costruzione facĕre + infinito, infatti, è presente in Dante, anche se l'ordine dei costituenti è differente rispetto all'ordine attuale:

(24) 
La grave idropesi [...] faceva lui tener le labbra aperte (Dante, Inf. XXX, 52-55)
In (24) il verbo fare non è contiguo col verbo all'infinito, come avviene nella costruzione causativa attuale, ma tra faceva e tener si interpone l'elemento con la funzione di Esecutore, cioè lui.

## I clitici nella costruzione fattitiva
Nella costruzione fattitiva i clitici non si attaccano, a differenza di come avviene generalmente, al verbo all'infinito, ma all'intero complesso verbale di cui diventano argomenti e, in particolare, al primo elemento del complesso, cioè il verbo fattitivo o percettivo:
(25) Ci farò venire Marta / *Farò venirci Marta
Una particolarità della costruzione fattitiva è che non sempre l'oggetto indiretto può essere pronominalizzato con un clitico.

L'oggetto indiretto in una costruzione fattitiva può rappresentare l'oggetto indiretto dell'infinito (26a e b), oppure il soggetto dell'infinito nella costruzione fattitiva con verbo transitivo (27):
(26)

```
a. Fece correre il cane dietro 
a Maria

b. Fece dedicare la canzone 
a Gianni
 (da Mario)
```

(27) Farò bere l'acqua a Maria
Quando l'oggetto indiretto rappresenta il soggetto dell'infinito, come in (28), può essere sempre pronominalizzato con il clitico dativo:
(28) Le farò bere l'acqua
Quando l'oggetto indiretto rappresenta l'oggetto indiretto dell'infinito, può essere cliticizzato solo se l'infinito corrisponde ad una costruzione inaccusativa o, in misura minore, inergativa - cioè solo se l'infinito è un verbo intransitivo - o se forma con un verbo fattitivo una costruzione fattitivo-passiva. Nella frase (26a) l'oggetto indiretto può essere pronominalizzato con un clitico dativo perché l'infinito è un verbo inaccusativo, ottenendo (29a); anche nella frase (26b) l'oggetto indiretto può essere pronominalizzato con un clitico, perché si tratta di una costruzione fattitivo-passiva, ottenendo (29b):
(29)
```
a. 
Le
 fece correre il cane dietro
b. 
Gli
 fece dedicare la canzone (da Mario)
```

La pronominalizzazione dell'oggetto indiretto che rappresenta l'oggetto indiretto del verbo all'infinito, invece, è impossibile quando l'infinito è un verbo transitivo (30b) e può avere una certa marginalità con verbi intransitivi di tipo inergativo:
(30)
```
a. ?Le fece telefonare Marco
b. *Le fece spedire i pacchi a Lucia (nel senso di “Fece in modo che Lucia le spedisse i pacchi”)
```

È da notare che la frase (30b) può diventare grammaticale se interpretata come “Fece in modo che lei spedisse i pacchi a Lucia”, con il clitico dativo a rappresentare il soggetto dell'infinito e non l'oggetto indiretto.

### Uso dei clitici riflessivi
Nella costruzione fattitiva può esserci anche un pronome riflessivo che rappresenta un argomento interno dell'infinito divenuto un argomento del complesso verbale e ha lo stesso referente del soggetto del complesso verbale. Il riflessivo può essere accusativo, e in questo caso potrebbe rappresentare sia l'oggetto diretto dell'infinito in costruzione fattitiva con verbo transitivo, sia il soggetto dell'infinito in costruzione fattitiva con verbo non transitivo e nelle costruzioni fattitivo-passive.

Il riflessivo può essere anche dativo e, in questo caso, potrebbe rappresentare potenzialmente sia l'oggetto indiretto dell'infinito, che il soggetto dell'infinito in costruzione fattitiva con verbo transitivo.
Se il riflessivo è accusativo, esso può effettivamente comparire solo al posto del soggetto dell'infinito, e solo se tale soggetto non ha il ruolo semantico di agente:
(31)

```
a. Marco si lascia cadere (= Marco lascia che Marco cada)
b. Marco si lascia picchiare dai ragazzi più grandi (= Marco lascia che Marco sia picchiato dai ragazzi più grandi)
c. *Marco si lascia partire (= Marco lascia che Marco parta; in questo caso la frase è agrammaticale, perché il soggetto dell'infinito (
Marco
) ha il ruolo semantico di agente)
```

Il riflessivo accusativo non può effettivamente rappresentare l'oggetto diretto dell'infinito:
(32) *Marco si fa picchiare ai ragazzi più grandi (= Marco fa in modo che i ragazzi più grandi lo picchino)
Se il riflessivo è dativo, esso può effettivamente rappresentare solo l'oggetto indiretto dell'infinito (33) e non può comparire al posto del soggetto dell'infinito (34):
(33) Marta si farà spedire i pacchi dal fratello (=  Marta farà in modo che le siano spediti i pacchi dal fratello)
(34) *Marta si farà ricevere i pacchi dal fratello (= Marta farà in modo che Marta riceva i pacchi dal fratello)
Un caso particolare dell'uso dei riflessivi nella costruzione fattitiva si verifica quando l'infinito è un verbo pronominale, cioè un verbo che si usa sempre nella forma riflessiva e in cui, però, il riflessivo non funziona come argomento del verbo (per questo, si dice che con i verbi pronominali il riflessivo è “lessicalizzato”). Quando l'infinito è un verbo pronominale, il riflessivo non compare all'interno della costruzione fattitiva come argomento del complesso verbale:
(35) La faccio arrabbiare (= Faccio in modo che si arrabbi)
Una conseguenza di questo fenomeno è che, nel caso della presenza nella costruzione fattitiva di un verbo che può essere sia causativo che medio con forma pronominale (come muovere/muoversi, spostare/spostarsi, alzare/alzarsi), si può avere una duplice interpretazione della costruzione fattitiva: essa può essere vista contemporaneamente sia come costruzione fattitivo-passiva, se al verbo viene data un'interpretazione causativa e un valore passivo (36a), sia come costruzione fattitiva con verbo non transitivo, se il verbo viene interpretato come medio pronominale (36b):
(36)

```
a. Fa spostare la poltrona (= Fa in modo che la poltrona sia spostata; costruzione fattivo-passiva )
b. Fa spostare la poltrona ( = Fa in modo che la poltrona si sposti; costruzione fattitiva con verbo non transitivo)
```

## Espressione del soggetto
Nella costruzione fattitiva tipica, quando l'infinito è un verbo non transitivo o quando si ha una costruzione fattitivo-passiva, il soggetto dell'infinito viene espresso come oggetto diretto del complesso verbale fattitivo. Tuttavia, con alcuni verbi intransitivi (come telefonare) e con alcuni verbi transitivi usati intransitivamente (come scrivere), il soggetto dell'infinito può essere espresso dall'oggetto indiretto:
(37)

```
a. Faccio telefonare a Marco (= Faccio in modo che Marco telefoni)
b. Faccio scrivere a Marco (= Faccio in modo che Marco scriva)
```

### Soggetto non espresso
All'interno della costruzione fattitiva il soggetto dell'infinito, a volte, può rimanere non espresso e, in questo caso, viene data alla frase un'interpretazione generica (“La pillola fa guarire”) o indeterminata (“Fece telefonare a Milano”).
Quando l'infinito è un verbo transitivo, la non espressione del soggetto è sempre possibile, come in (38a); quando, invece, l'infinito è un verbo intransitivo, la non espressione del soggetto è possibile solo se il verbo è inergativo (Burzio 1986), come in (38b); è impossibile negli altri casi, come in (38c):
(38)

```
a. Fece spedire un pacco
b. Fece telefonare a Milano
c. *Fece arrivare in ritardo
```